# Белмон (Јура)
Белмон (фр. Belmont) насеље је и општина у источној Француској у региону Франш-Конте, у департману Јура која припада префектури Доле.
По подацима из 2011. године у општини је живело 287 становника, а густина насељености је износила 17,87 становника/km². Општина се простире на површини од 16,06 km². Налази се на средњој надморској висини од 212 метара (максималној 249 m, а минималној 207 m).

## Демографија
| 1962. | 1968. | 1975. | 1982. | 1990. | 1999. | 2011. |
| ----- | ----- | ----- | ----- | ----- | ----- | ----- |
| 139   | 146   | 163   | 202   | 254   | 257   | 287   |

График промене броја становника у току последњих година